# 最勝寺 (郡上市)
最勝寺（さいしょうじ）は岐阜県郡上市八幡町島谷にある阿弥陀如来を本尊とする浄土真宗本願寺派の寺院で、山号は妙高山。

## 概要
貞永2年（1233年）に親鸞に帰依した源宗政が摂津国多田庄に寺を設けたことに始まる。延徳元年（1489年）に郡上郡市島村（現在の郡上市八幡町市島）に最勝寺の道場が建立されるか、永禄9年（1566年）に戦火により焼失、川佐村（同町旭）に移転した。さらに越前国大野郡に移転した後、寛永元年（1624年）に3つに寺が分かれ、その一つが八幡町に建てられる。寛文5年（1665年）遠藤常友が城下に寺院を集めて町を整備するのに伴い、現在地に移転した。
境内には妙高保育園、妙高幼稚園がある。